# Petitella georgiae
Petitella georgiae es la única especie del género de peces Petitella, de la familia Characidae en el orden de los Characiformes.

## Morfología
Los machos pueden llegar alcanzar los 3,9 cm de
longitud total.

## Alimentación
Come gusanos, crustáceos pequeños y materia vegetal.

## Hábitat
Vive en zonas de clima tropical entre 22 °C - 26 °C de temperatura.

## Distribución geográfica
Se encuentran en Sudamérica:  cuencas de los ríos  Amazonas (Perú),  Puru,  Negro y  Madeira.